# Rewolwer H&R 929 Sidekick
H&R 929 Sidekick – amerykański rewolwer zasilany amunicją .22 Long Rifle.
Produkcję rewolweru model 929 rozpoczęto w 1956 roku. Oferowano go z lufami długości 64, 102 lub 152 mm. Rewolwery z lufa 64 mm miały szczerbinę stałą, z lufami 102 i 152 mm nastawną. Stalowy szkielet, bęben nabojowy i lufa broni były oksydowane, okładki chwytu wykonywano z tworzywa sztucznego. Rewolwer wyposażony był w dziewięcionabojowy bęben nabojowy odchylany do ładowania w lewo. Produkcję te broni zakończono w 1985 roku. W 1996 roku produkcję tego rewolweru wznowiono. Nowe egzemplarze były wyposażane w lufę długości 102 mm, a regulowaną szczerbinę zastąpił rowek wyfrezowany w szkielecie. Rewolwer było oksydowany i polerowany, a okładki chwytu wykonywano ze szlachetnego drewna. Aby zwiększyć bezpieczeństwo posługiwania się bronią mechanizm uderzeniowy rewolweru wyposażono w szynę pośredniczącą. Produkcję tego rewolweru, podobnie jak pozostałych rewolwerów H&R zakończono w 2000 roku.